# Miguel Leão
Miguel Leão est une municipalité brésilienne située dans l'État du Piauí.